# Бунзеніт
Бунзеніт — це природна форма оксиду нікелю(II), NiO. Мінерал трапляється у вигляді рідкісних темно-зелених кристалічних покриттів. Кристалізується в кубічній кристалічній системі, а також трапляється у вигляді кубічних, октаедричних та додекаедричних кристалів. Належить до групи периклазу.
Вперше його було описано в 1868 році для зразка з гідротермальної нікель-уранової жили з Йоганнгеоргенштадта, Рудні гори, Саксонія, Німеччина, та названо на честь німецького хіміка Роберта Бунзена (1811—1899). Інші місця знахідок включають місцевість на захід від талькової копальні «Шотландія» поблизу Бон-Акорд, район Барбертон, Трансвааль, ПАР, та Камбалду на південь від Калгурлі, Західна Австралія.
Південноафриканська знахідка має ознаки термічного метаморфізму метеорита, багатого на нікель. У Німеччині мінерал асоціюється з самородним бісмутом, аннабергітом, аеругітом, ксантіозитом; а в ПАР — з лібенбергітом, треворитом, нікелевим серпентином, нікелевим людвігітом, віоларитом, мілеритом, гаспеїтом, німітом та бонакордитом.